# Koprník
Koprník je malá vesnice, část obce Kněžmost v okrese Mladá Boleslav. Nachází se asi 2,5 km na jihozápad od Kněžmostu. Vesnicí protéká Kněžmostka. Koprník je také název katastrálního území o rozloze 2,42 km².

## Historie
První písemná zmínka o vesnici pochází z roku 1391, kdy je připomínán Oldřich z Koprníka, svědčící v nadační listině kostela v Kosmonosích. Jeho tvrz se patrně nalézala ve východní části vsi, snad někde v oblouku mlýnského náhonu z Nového rybníka před jeho ústím do nádržky pro bývalý panský mlýn. Rodina měla široké příbuzenstvo na Valečově, v panství Studénka, ale i v Polsku. Takovéto rozptýlení vyšší i nižší šlechty bylo v této době obvyklé. Vladyka Koprník pravděpodobně konal strážní službu na obchodní stezce, která tudy vedla. To také dotvrzuje erb Koprníků, muž se sekyrou, neboť to je erb stráže. Zde by snad mohlo být hledáno i odvození jména Koperník a snad i osady Koprník. Strážný s kopím či sekyrou měl totiž titul kopeník, tj. voják ozbrojený kopím.
Rodina z blíže neznámého důvodu opustila tvrz a vystěhovala se do Krakova v Polsku. A právě v této době, roku 1392, byl dědeček hvězdáře Mikoláše Koperníka zapsán do Krakovské městské kroniky a byl potvrzen jako řádný občan z Čech občanem Doubravou, který se tam z Čech přistěhoval již dříve. Tomuto přistěhovalci se narodil syn Mikoláš a ten roku 1462 přesídlil do Toruně. Zde si zařídil pekařství a narodil se mu syn Mikoláš, budoucí významný hvězdář. Je tedy pravděpodobné, že Koprník je původním sídlem Koperníkova rodu.[zdroj?]
Ves jako taková zpustla v době husitských válek. V 16. století zde byl pouhý rybník, který náležel k Valečovu. V roce 1592 zde byla již jedna obývaná usedlost a postupně začala vznikat nová ves.
V roce 1890 k vesnici patřila Studénka.

## Pamětihodnosti
- skupina 11 dubů a skupina 2 dubů, památné stromy